# ニコラ・フィリベール
ニコラ・フィリベール（Nicolas Philibert, 1951年 - ）は、フランス・ナンシー出身の映画監督。

## 略歴
主にドキュメンタリー映画の監督として有名であり、1978年から9本の映画を監督している。『ぼくの好きな先生』は2002年の第55回カンヌ国際映画祭の特別招待作品として出品され、ヨーロッパ映画賞ではドキュメンタリー賞を受賞している。また、同作品でルイ・デリュック賞も受賞している。2007年の『かつて、ノルマンディーで』は第60回カンヌ国際映画祭のスペシャル・スクリーニングで上映され、2007年度セザール賞最優秀ドキュメンタリー部門ノミネートされるなど、ドキュメンタリーというジャンルを越えて評価されている監督である。 

## 主な監督作品
- パリ・ルーヴル美術館の秘密 La ville Louvre (1990)
- 音のない世界で（英語版） Le pays des sourds (1992)
- 動物、動物たち Un animal, des animaux (1996)
- すべての些細な事柄 La moindre des choses (1997)
- 僕たちの舞台 Qui sait? (1999)
- ぼくの好きな先生（英語版） Être et avoir (2002)
- かつて、ノルマンディーで Retour en Normandie (2007)
- Nénette (2010)
- La Maison de la radio (2013)
- 人生、ただいま修行中 De chaque instant (2018)
- アダマン号に乗って Sur l'Adamant (2023)

## 評価
『日本経済新聞』編集委員の古賀重樹はフィリベールについて「一貫するのは主題でなくスタイルだ。『音のない世界で』のろうあ者たちの対話も、『人生、ただいま修行中』の看護師たちの訓練も、身ぶりで語り切った。言葉で説明せず、目を凝らし、耳を澄ます。誠実に世界と対峙する」と評している。